# أنطوان وينفيلد
أنطوان وينفيلد (بالإنجليزية: Antoine Winfield)‏ هو لاعب كرة قدم أمريكية أمريكي، ولد في 24 يونيو 1977 في آكرون في الولايات المتحدة.

## وصلات خارجية
- أنطوان وينفيلد على موقع مرجع كرة القدم المحترفة.كوم (الإنجليزية)